# Association des climato-réalistes
L'Association des climato-réalistes, fondée en 2016, est une association française climato-dénialiste, présidée par Benoît Rittaud et qui rassemble des figures de ce courant, telles que François Gervais, Christian Gerondeau ou Vincent Courtillot. Dénuée de climatologues, elle conteste le consensus scientifique sur le réchauffement climatique, dont elle met en doute l'origine anthropique et les conséquences néfastes ; elle s'oppose aux mesures de lutte contre les émissions de gaz à effet de serre.

## Historique et thèses
L'association est fondée début 2016, sur les bases du « Collectif des climato-réalistes », créé le 1er septembre 2015 en réaction à la Conférence de Paris de 2015 sur les changements climatiques (COP 21),. Dénuée de climatologue, l'association compte parmi ses membres des scientifiques d'autres disciplines, des organisations libérales telles que la fédération Liberté chérie, Contribuables associés et l'Institut Turgot, ainsi que l'Amicale des foreurs et des métiers du pétrole.
En décembre 2016, elle organise à Paris, en réaction à la Conférence de Marrakech de 2016 sur les changements climatiques (COP 22), une « contre-COP 22 », qui rassemble environ 180 personnes, dont de nombreux scientifiques retraités (mais aucun climatologue), dans laquelle interviennent notamment Claude Allègre (à distance) et Vincent Courtillot, qui remettent en cause l'origine anthropique du réchauffement climatique, allant ainsi à l'encontre du consensus scientifique, et à laquelle assiste un public climatosceptique.
Plusieurs de ses membres (Benoît Rittaud, Vincent Courtillot, Christian Gerondeau…) figurent parmi les signataires d'une lettre ouverte affirmant qu'il n'existe pas d'urgence climatique, diffusée en septembre 2019 par une fondation climato-dénialiste néerlandaise, la Climate Intelligence Foundation.
L'association, qualifiée de « confidentielle » par La Croix en 2023, compterait quelques centaines de membres actifs à cette date. Elle accueille néanmoins des personnalités médiatiques, parmi lesquelles son président Benoît Rittaud (« l'un des plus tenaces climatosceptiques français », écrit L'Obs en 2023, soulignant sa négation de l'origine anthropique du réchauffement climatique) et Christian Gerondeau, qui ne sont pas spécialistes des sciences du climat mais respectivement mathématicien et polytechnicien, tous deux qualifiés de « climato-faussaires » dans une enquête de Basta !, Mediapart, Politis et Reporterre parue en 2019.
Ils interviennent notamment dans la presse en août 2021, à l'occasion de la parution du premier volet du sixième rapport d'évaluation du GIEC, pour promouvoir leurs ouvrages respectifs Geocratia et La Religion écologiste et contester l'utilité des mesures de lutte contre le réchauffement climatique. Au printemps 2023, l'association convie le physicien américain Steven E. Koonin à une conférence pour parler de son ouvrage climato-dénialiste Climat, la part d'incertitude, récemment traduit en français, ; elle relaie également, l'année suivante, la vidéo inspirée du même ouvrage réalisée par le vidéaste d'extrême droite Le Raptor.
Arrêt sur images (ASI) estime en juillet 2023 que les autoproclamés « climato-réalistes » sont de plus en plus présents dans les médias, après que plusieurs d'entre eux ont fait la une d'un numéro hors-série du magazine d'extrême droite Valeurs actuelles. Les « climato-réalistes », écrit ASI, se caractérisent par leur négation du consensus scientifique : sans contester l'existence du réchauffement, ils en nient les impacts, réduisent fallacieusement le CO2 à son effet fertilisant, démentent toute hausse de la fréquence et de l'intensité des événements climatiques extrêmes, dénient aux rapports du GIEC leur caractère scientifique.
Les ouvrages de plusieurs membres de l'Association des climato-réalistes sont notamment publiés aux éditions L'Artilleur, dont Benoît Rittaud est par ailleurs directeur de collection.

## Membres notables
- Benoît Rittaud (président de l'association[16]) ;
- Christian Gerondeau (membre du bureau[16]) ;
- François Gervais (membre du comité scientifique[16]) ;
- Vincent Courtillot (membre du comité scientifique[16]) ;
- Richard Lindzen (membre du comité scientifique[16]) ;
- Jacques Duran (défunt membre du comité scientifique[16]) ;
- Marie-France Suivre (membre du bureau[16]), membre du think-tank libéral Institut Turgot[5].